# میدان سن-میشل
میدان سن میشل یا فواره سن میشل  (به فرانسوی: La place Saint-Michel): نام میدانی واقع در محله لاتین پاریس است. شهرت این میدان به فواره‌ای به نام سن میشل برمی‌گردد که توسط گابریل داویود در سال ۱۸۵۵ ساخته شده است. این فواره شامل مجسمه سن میشل و ۲ اژدها است که آب را به داخل حوض می‌ریزد.